# Modoc Motor Company
Modoc Motor Company war ein US-amerikanischer Hersteller von Automobilen.

## Unternehmensgeschichte
Der Versandhandel Montgomery Ward hatte 1912 Pläne, ins Automobilgeschäft einzusteigen. Dazu wurde im gleichen Jahr in Chicago Heights in Illinois die Modoc Motor Company gegründet. Die Produktion von Automobilen begann. Der Markenname lautete Modoc, benannt nach dem Indianerstamm Modoc. Das Fehlen eines Werkstattnetzes stellte sich als Nachteil heraus. 1914 endete die Produktion. Am 27. November 1914 wurde das Unternehmen aufgelöst.

## Fahrzeuge
Im Angebot stand nur ein Modell. Es hatte einen Vierzylindermotor von der Continental Motors Company. Er war mit 30/40 PS angegeben. Viele andere Teile wie Rahmen, Kupplung, Getriebe, Lenkung und Vergaser wurden ebenfalls zugekauft. Der Aufbau war ein Tourenwagen mit fünf Sitzen. Der Neupreis betrug zunächst 1250 US-Dollar und im letzten Jahr nur noch 800 Dollar.